# Henri-Georges Cheval
Pour les articles homonymes, voir Cheval (homonymie).
Henri-Georges Cheval, né le 2 décembre 1897 à Paris où il est mort le 13 juillet 1975, est un peintre français.

## Biographie
Henri-Georges Cheval  naît  le 2 décembre 1897 dans le 15e arrondissement de Paris.
Lauréat de la Casa de Velázquez (2e promotion), il y séjourne de 1929 à 1930. Il expose au Salon des indépendants, au Salon d'automne dont il est sociétaire, au Salon des Tuileries (1928-1929) et au Salon des humoristes ainsi qu'en 1928 à la Galerie Dru (Paris) et au Palais des beaux-arts de Bruxelles. Il participe aussi en 1929 à l'exposition internationale de Barcelone. 
Il meurt le 13 juillet 1975 en son domicile dans le 6e arrondissement